# Vuelta a Murcia 2001
La Vuelta a Murcia 2001, ventunesima edizione della corsa, si svolse dal 7 all'11 marzo su un percorso di 640 km ripartiti in 5 tappe, con partenza e arrivo a Murcia. Fu vinta dallo spagnolo Aitor Gonzalez Jimenez della Kelme davanti ai suoi connazionali Javier Pascual Llorente e Mikel Zarrabeitia.

## Tappe
| Tappa  | Data     | Percorso                            | km    | Vincitore di tappa     | Leader cl. generale    |
| ------ | -------- | ----------------------------------- | ----- | ---------------------- | ---------------------- |
| 1ª     | 7 marzo  | Murcia > Águilas                    | 146,9 | Werner Riebenbauer     | Werner Riebenbauer     |
| 2ª     | 8 marzo  | Ceutí > Jumilla                     | 162,3 | Endrio Leoni           | Werner Riebenbauer     |
| 3ª     | 9 marzo  | Cieza > Archena                     | 152,4 | Martin Garrido Mayorga | Martin Garrido Mayorga |
| 4ª     | 10 marzo | Alcantarilla > Aledo (Spagna)       | 166,2 | Francisco Cabello      | Francisco Cabello      |
| 5ª     | 11 marzo | Murcia > Murcia (cron. individuale) | 12,3  | Aitor Gonzalez Jimenez | Aitor Gonzalez Jimenez |
| Totale | Totale   | Totale                              | 640   |                        |                        |

## Dettagli delle tappe

### 1ª tappa
- 7 marzo: Murcia > Águilas – 146,9 km

| Pos. | Corridore              | Squadra       | Tempo    |
| ---- | ---------------------- | ------------- | -------- |
| 1    | Werner Riebenbauer     | Nürnberger    | 3h29'08" |
| 2    | Martin Garrido Mayorga | Colchon Relax | s.t.     |
| 3    | Antonio Cruz           | US Postal     | s.t.     |

| Pos. | Corridore          | Squadra    | Tempo    |
| ---- | ------------------ | ---------- | -------- |
| 1    | Werner Riebenbauer | Nürnberger | 3h28'58" |

### 2ª tappa
- 8 marzo: Ceutí > Jumilla – 162,3 km

| Pos. | Corridore         | Squadra      | Tempo    |
| ---- | ----------------- | ------------ | -------- |
| 1    | Endrio Leoni      | Alessio      | 4h02'47" |
| 2    | Jeroen Blijlevens | Lotto-Adecco | s.t.     |
| 3    | Björn Leukemans   | Vlaanderen   | s.t.     |

| Pos. | Corridore          | Squadra    | Tempo    |
| ---- | ------------------ | ---------- | -------- |
| 1    | Werner Riebenbauer | Nürnberger | 7h31'45" |

### 3ª tappa
- 9 marzo: Cieza > Archena – 152,4 km

| Pos. | Corridore              | Squadra       | Tempo    |
| ---- | ---------------------- | ------------- | -------- |
| 1    | Martin Garrido Mayorga | Colchon Relax | 3h51'35" |
| 2    | Endrio Leoni           | Alessio       | s.t.     |
| 3    | Giovanni Lombardi      | Telekom       | s.t.     |

| Pos. | Corridore              | Squadra       | Tempo     |
| ---- | ---------------------- | ------------- | --------- |
| 1    | Martin Garrido Mayorga | Colchon Relax | 11h23'13" |

### 4ª tappa
- 10 marzo: Alcantarilla > Aledo (Spagna) – 166,2 km

| Pos. | Corridore               | Squadra     | Tempo    |
| ---- | ----------------------- | ----------- | -------- |
| 1    | Francisco Cabello       | Kelme       | 4h14'15" |
| 2    | Javier Pascual Llorente | Kelme       | a 3"     |
| 3    | Mikel Zarrabeitia       | ONCE-Eroski | s.t.     |

| Pos. | Corridore         | Squadra | Tempo     |
| ---- | ----------------- | ------- | --------- |
| 1    | Francisco Cabello | Kelme   | 15h37'32" |

### 5ª tappa
- 11 marzo: Murcia > Murcia (cron. individuale) – 12,3 km

| Pos. | Corridore                 | Squadra       | Tempo  |
| ---- | ------------------------- | ------------- | ------ |
| 1    | Aitor Gonzalez Jimenez    | Kelme         | 14'57" |
| 2    | Marco Velo                | Mercatone Uno | a 10"  |
| 3    | Igor González de Galdeano | ONCE-Eroski   | a 21"  |

| Pos. | Corridore               | Squadra     | Tempo     |
| ---- | ----------------------- | ----------- | --------- |
| 1    | Aitor Gonzalez Jimenez  | Kelme       | 15h52'40" |
| 2    | Javier Pascual Llorente | Kelme       | a 25"     |
| 3    | Mikel Zarrabeitia       | ONCE-Eroski | a 36"     |

## Classifiche finali

### Classifica generale
| Pos. | Corridore               | Squadra                      | Tempo     |
| ---- | ----------------------- | ---------------------------- | --------- |
| 1    | Aitor Gonzalez Jimenez  | Kelme                        | 15h52'40" |
| 2    | Javier Pascual Llorente | Kelme                        | a 25"     |
| 3    | Mikel Zarrabeitia       | ONCE-Eroski                  | a 36"     |
| 4    | Gabriele Colombo        | Cantina Tollo-Acqua e Sapone | a 41"     |
| 5    | Francisco Cabello       | Kelme                        | a 46"     |
| 6    | Oscar Laguna Garcia     | Colchon Relax-Fuenlabrada    | a 58"     |
| 7    | Juan Carlos Domínguez   | Linda McCartney-Jaguar       | a 1'01"   |
| 8    | Aleksandr Šefer         | Alessio                      | a 1'30"   |
| 9    | Paolo Lanfranchi        | Mapei-Quick Step             | a 1'49"   |
| 10   | José Luis Rubiera Vigil | US Postal Service            | a 1'52"   |